# Bychapura, Tumkur
Bychapura là một làng thuộc tehsil Tumkur, huyện Tumkur, bang Karnataka, Ấn Độ.